# Joseph Astaix
 (septembre 2024).
Joseph Astaix est un homme politique français né le 26 mars 1814 à Clermont-Ferrand (Puy-de-Dôme) et décédé le 1er décembre 1865 à Paris.

## Biographie
Fabricant de fromages, il est adjoint au maire de Clermont-Ferrand et député du Puy-de-Dôme de 1848 à 1849, siégeant avec le groupe d'extrême gauche de la Montagne.
Fils de Gilbert Astaix et de Catherine Moulin, il épousa Elizabeth Benoit (12-8-1814/5-1-1904), dont il eut deux fils : Jean-Jules, dont postérité subsistante, et Michel, dont postérité éteinte. Son petit-fils Maurice Astaix fut, avec Théophile Michault, le cameraman de Georges Méliès.
Son frère Jean-Félix (16-4-1815/20-6-1855) était bonapartiste et capitaine : il mourut, célibataire, sous les murs de Sébastopol.
Son frère ainé Jean-Baptiste Astaix (1-2-1813/24-9-1890) fut directeur de l'École de médecine et de pharmacie de Limoges de 1874 à 1884. Il intercéda pour son frère Joseph, qui subit l'exil et l'emprisonnement à cause de son opposition à Napoléon III, et soutint sa famille.